# Lindsaea roemeriana
Lindsaea roemeriana är en ormbunkeart som beskrevs av Eduard Rosenstock. Lindsaea roemeriana ingår i släktet Lindsaea och familjen Lindsaeaceae. Inga underarter finns listade.